# Mareilles
Mareilles je francouzská obec v departementu Haute-Marne v regionu Grand Est. V roce 2013 zde žilo 151 obyvatel.

## Poloha
Sousední obce jsou: Biesles, Bourdons-sur-Rognon, Briaucourt, Cirey-lès-Mareilles, Darmannes, Chantraines a Treix.

## Vývoj počtu obyvatel
Počet obyvatel